# Iwan Petrowitsch Pnin

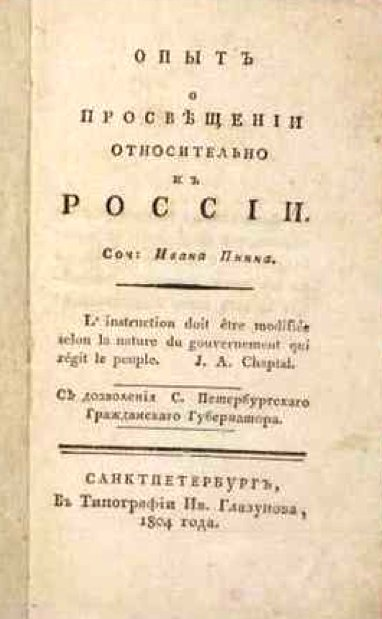
Versuch über die Aufklärung in Bezug auf Russland (St. Petersburg, 1804)

Iwan Petrowitsch Pnin (russisch Иван Петрович Пнин, wiss. Transliteration Ivan Petrovič Pnin; * 1773 in Moskau; † 17./29. September 1805 in Sankt Petersburg) war ein russischer Aufklärer, Poet und Publizist.
Pnin war ein unehelicher Sohn des Fürsten Nikolai Repnin. Nach Abschluss der Artillerieschule des Ingenieurkorps 1789 erfolgte die Teilnahme am Russisch-Schwedischen Krieg 1788–90 und der Militärdienst bis 1797.
Pnin war Mitherausgeber des St. Petersburger Journals (1798) und Präsident der Freien Gesellschaft für Liebhaber der Literatur, Kunst und Wissenschaft. 1801 trat er in Kontakt mit Alexander Radischtschew, mit Alexander Fedossejewitsch Bestuschew, dem Vater Alexander Alexandrowitsch Bestuschews war er eng befreundet.